# Schwermetall

Schwermetall (Métal hurlant) est un mensuel de bande dessinée fantastique allemand destiné aux adultes et publié de février 1980 à 1999 par Alpha. Inspiré par le mensuel français Métal hurlant et son édition américaine Heavy Metal, il a publié Richard Corben ou Moebius et fut à maintes reprises poursuivi en justice, pour ses récits pouvant heurter les mineurs.

## Sources
- (de) Cet article est partiellement ou en totalité issu de l’article de Wikipédia en allemand intitulé « Schwermetall (Comic) » (voir la liste des auteurs).